# لوسيانا فوستر
لوسيانا فوستر غوزمان (بالإسبانية: Luciana Fuster Guzmán)‏، ولدت في 14 يناير 1999 في كاياو، هي عارض و ملكة جمال بيروفية فازت بلقب ملكة جمال الدولية الكبرى 2023.

## روابط خارجية
- لوسيانا فوستر في قاعدة بيانات الأفلام على الإنترنت
- لوسيانا فوستر على إنستغرام